# Nina Dobrev
Nina Dobrev (født Nikolina Constantinova Dobreva 9. januar 1989) er en bulgarsk-canadisk skuespillerinde, musiker og model. Hun blev født i Sofia, Bulgarien, men hun flyttede med sin familie til Canada, da hun var 2 år gammel.
Hun har gået til Aesthetisk Gymnastik, og var bl.a. til mesterskabet World-Wide, med sit hold Kalev Rhythmic Expressions som fandt sted i København i 2005.
Hun har tidligere dannet par med Ian Sommerhalder der spiller Boone i Lost og som også er en af hovedpersonerne i Vampire Diaries. Hun er også kendt for sin rolle som Elena Gilbert i tv-serien The Vampire Diaries.
Hun har spillet rollen som Mia Jones, en enlig teenage-mor i Degrassi: The Next Generation, siden seriens sjette sæson, hun spiller Marlo I flatliners.

Hun har blandt andet spillet med i Chloe, og lægger stemmer til figuren "Cupid" i Merry Madascar.

## Filmografi
- 2006 – Playing House
- 2006 – Away from Her
- 2007 – How She Move
- 2007 – The Poet
- 2007 – Too Young to Marry
- 2007 – Fugitive Pieces
- 2007 – My Daughter's Secret
- 2008 – Never Cry Werewolf
- 2008 – The American Mall
- 2008 – Mookie's Law
- 2008 – The Border
- 2008 – Repo! The Genetic Opera
- 2009 – Chloe
- 2009 – You Got That Light
- 2009 – Eleventh Hour
- 2006–2009 – Degrassi: The Next Generation
- 2009 – Degrassi Goes Hollywood
- 2009-2015 – The Vampire Diaries 1-2-3-4-5-6
- 2014 - Lets Be Cops